# Campeonato da Polinésia de Atletismo de 2005
O Campeonato da Polinésia de Atletismo de 2005 foi a 2ª edição da competição organizada pela Associação de Atletismo da Oceania em 2000, representando a região da Polinésia, na Oceania. O evento foi celebrado no Estádio Pater Te Hono Nui, em Papeete, na Polinésia Francesa, com um total de 22 provas (11 masculino, 10 feminino e 1 misto). Teve como destaque o país anfitrião com 37 medalhas sendo 11 de ouro.

## Medalhistas
Resultados completos podem ser encontrados na página da Associação de Atletismo da Oceania  e na página da Federação de Atletismo da Polinésia Francesa. 

### Masculino
| Evento               | Ouro                                 | Ouro    | Prata                              | Prata   | Bronze                                | Bronze  |
| -------------------- | ------------------------------------ | ------- | ---------------------------------- | ------- | ------------------------------------- | ------- |
| 100 metros           | Inoke Finau · Tonga                  | 11.66   | Tevai Teiho · Polinésia Francesa   | 11.77   | Taupo Sefo · Samoa                    | 11.78   |
| 200 metros           | Taupo Sefo · Samoa                   | 23.52   | Toriki Urarii · Polinésia Francesa | 24.08   | Adrian Ismaili · Samoa Americana      | 24.79   |
| 800 metros           | Justin Monier · Polinésia Francesa   | 2:02.17 | Stany Conan · Polinésia Francesa   | 2:05.57 | Valentin Laboube · Polinésia Francesa | 2:06.54 |
| 1 500 metros         | Iulio Lafai · Samoa                  | 4:33.04 | Stany Conan · Polinésia Francesa   | 4:39.17 | Valentin Laboube · Polinésia Francesa | 4:40.90 |
| 110 metros barreiras | Toriki Urarii · Polinésia Francesa   | 14.81   | Inoke Finau · Tonga                | 15.47   | Simon Thieury · Polinésia Francesa    | 15.50   |
| Salto em altura      | Simon Thieury · Polinésia Francesa   | 1.80m   | Justin Monier · Polinésia Francesa | 1.60m   |                                       |         |
| Salto em comprimento | John Bosco Stowers · Samoa           | 6.18m   | Arehoe Roura · Polinésia Francesa  | 5.92m   | Tevai Teiho · Polinésia Francesa      | 5.88m   |
| Salto triplo         | John Bosco Stowers · Samoa           | 13.02m  | Salesi Sete · Tonga                | 12.82m  | Arehoe Roura · Polinésia Francesa     | 12.53m  |
| Arremesso de peso    | Tumatai Dauphin · Polinésia Francesa | 17.39m  | Loic Tuira · Polinésia Francesa    | 14.74m  | Lonely Kengike · Tonga                | 13.84m  |
| Lançamento de disco  | Tumatai Dauphin · Polinésia Francesa | 46.62m  | Maitoa Pito · Polinésia Francesa   | 45.54m  | Mikaele O'Brien Manuele · Samoa       | 41.27m  |
| Lançamento do dardo  | Vaihau Botari · Polinésia Francesa   | 53.71m  | Teamo Papa · Polinésia Francesa    | 49.33m  | Frédéric Wanai · Polinésia Francesa   | 47.93m  |

### Feminino
| Evento               | Ouro                                 | Ouro    | Prata                                     | Prata   | Bronze                                    | Bronze  |
| -------------------- | ------------------------------------ | ------- | ----------------------------------------- | ------- | ----------------------------------------- | ------- |
| 100 metros           | Penateti Feke · Tonga                | 13.12   | Taliilagi Murphy · Samoa                  | 13.43   | Sela Va’enuku · Tonga                     | 13.49   |
| 200 metros           | Taliilagi Murphy · Samoa             | 27.61   | Glara Ngametua · Ilhas Cook               | 28.21   | Raihei Tauaroa · Polinésia Francesa       | 28.59   |
| 800 metros           | Eka Faitala · Samoa                  | 2:29.98 | Heiata Brinkfield · Polinésia Francesa    | 2:30.14 | Heimata Noresmat · Polinésia Francesa     | 2:38.76 |
| 1 500 metros         | Eka Faitala · Samoa                  | 5:45.37 | Heiata Brinkield · Polinésia Francesa     | 5:45.80 | Neti Kae · Ilhas Cook                     | 6:06.24 |
| 100 metros barreiras | Terani Faremiro · Polinésia Francesa | 15.10   | Johanna Sui · Polinésia Francesa          | 15.65   | Penateti Feke · Tonga                     | 16.30   |
| Salto em altura      | Terani Faremiro · Polinésia Francesa | 1.61m   | Johanna Sui · Polinésia Francesa          | 1.57m   | Toakase Nau · Tonga                       | 1.54m   |
| Salto em comprimento | Coralie Gourdon · Polinésia Francesa | 4.79m   | Samantha Lockington · Ilhas Cook          | 4.67m   | Vahinetua Flaccadori · Polinésia Francesa | 4.52m   |
| Salto triplo         | Toakase Nau · Tonga                  | 10.30m  | Vahinetua Flaccadori · Polinésia Francesa | 10.21m  | Heiaute Estall · Polinésia Francesa       | 10.05m  |
| Arremesso de peso    | Vanessa Wanai · Polinésia Francesa   | 10.57m  | Mako’o Koloa · Tonga                      | 10.44m  | Mahana Dexter · Polinésia Francesa        | 10.37m  |
| Lançamento de disco  | Mako’o Koloa · Tonga                 | 31.31m  | Tania Tiarii · Polinésia Francesa         | 28.40m  | Maria Magele · Samoa                      | 26.46m  |
| Lançamento do dardo  | Vanessa Wanai · Polinésia Francesa   | 36.10m  | Tekura Kaukura · Ilhas Cook               | 35.74m  | Maria Magele · Samoa                      | 30.45m  |

### Misto
| Evento                   | Ouro                                                                     | Ouro    | Prata                                                                                          | Prata   | Bronze                                                                                    | Bronze  |
| ------------------------ | ------------------------------------------------------------------------ | ------- | ---------------------------------------------------------------------------------------------- | ------- | ----------------------------------------------------------------------------------------- | ------- |
| Revezamento medley 800 m | Samoa · John Bosco Stowers · Taliilagi Murphy · Eka Faitala · Taupo Sefo | 1:47.17 | Polinésia Francesa Iti · Terootae Urarii · Vahinetua Flaccadori · Raihei Tauaroa · Tevai Teiho | 1:49.90 | Polinésia Francesa Nui · Toriki Urarii · Heiata Brinkfield · Johanna Sui · Justin Monnier | 1:50.37 |

## Quadro de medalhas (não oficial)
| Ordem | País            | Medalha de ouro | Medalha de prata | Medalha de bronze | Total |
| ----- | --------------- | --------------- | ---------------- | ----------------- | ----- |
| 1     | Tailândia       | 11              | 15               | 11                | 37    |
| 2     | Samoa           | 7               | 1                | 4                 | 12    |
| 3     | Tonga           | 4               | 3                | 4                 | 11    |
| 4     | Ilhas Cook      | 0               | 3                | 1                 | 4     |
| 5     | Samoa Americana | 0               | 0                | 1                 | 1     |
| Total | Total           | 22              | 22               | 21                | 65    |

Legenda
| Recorde mundial       | Recorde mundial (World record)               |                       | Recorde africano                      | Recorde africano (African) |                                           | Q | Classificado por posição (Qualified) |
| Recorde do campeonato | Recorde do campeonato (Championship record)  | Recorde da América    | Recorde da América (Americas)         | q                          | Classificado por melhor tempo (Qualified) |   |                                      |
| Melhor marca do ano   | Melhor marca do ano (World leading)          | Recorde asiático      | Recorde asiático (Asian)              | DNS                        | Não largou (Did not start)                |   |                                      |
| Recorde nacional      | Recorde nacional (National record)           | Recorde europeu       | Recorde europeu (European)            | DNF                        | Não terminou (Did not finish)             |   |                                      |
| Recorde pessoal       | Recorde pessoal do atleta (Personal best)    | Recorde da Oceania    | Recorde da Oceania (Oceania)          | DSQ / DQ                   | Desclassificado (Disqualified)            |   |                                      |
| Recorde da temporada  | Recorde da temporada do atleta (Season best) | Recorde sul-americano | Recorde sul-americano (South America) | NM                         | Sem marca (No mark)                       |   |                                      |